# DRAGON FIRE
「DRAGON FIRE」是日本的音樂团体AAA的第4张单曲。2005年12月7日由avex trax发售。

## 概要
- 「DRAGON FIRE」是TBS電視台節目「アイチテル!」12月～1月的片尾曲。
- 此單曲有2個版本，分別有「CD+DVD」和「CD ONLY」，收錄了「DRAGON FIRE」的Music Clip。此單曲使用的铜锣在演唱会上，是由伊藤千晃来敲锣。
- 在首次迷你演唱會「明天是FridayParty!!」中，AAA首次唱出「DRAGON FIRE」。這次迷你演唱會亦收录在專輯「ATTACK」的DVD中。
- 在12月19日於公信榜單曲週排行榜取得第20位

## 收錄内容

### CD+DVD
CD
1. DRAGON FIRE
（作詞・作曲・編曲：清水昭男）
2. DRAGON FIRE (Instrumental)

DVD
1. DRAGON FIRE (Music Clip)

### CD ONLY
1. DRAGON FIRE
2. DRAGON FIRE (Instrumental)